# Parque nacional de Sidi Tui
El Parque nacional de Sidi Toui es un área protegida al sur de Túnez, a unos 50 km al sur de Ben Gardane y unos 20 km al noroeste de la frontera Túnez-Libia, en la gobernación de Medenine. Fue creado en 1991, con una extensión de 63,15 km2, totalmente vallados, al borde del Sahara. Está catalogado como una zona de importancia para las aves (IBA).

## Características
El parque está formado por lomas de entre 45 y 172 metros, jaras y formaciones de dunas. Este territorio estaba cubierto hace 235-245 millones de años por un mar que dio lugar a los sedimentos del tipo (facies) Muschelkalk (calizas conchíferas). Los depósitos de calizas marinas y gres tienen un grosor de 130 metros; se encuentran fósiles de gastrópodos, cefalópodos, peces y reptiles.
El parque tiene una valla doble de 36 km que excluye el ganado y protege a la vida salvaje de la caza ilegal. Hay dos torre mirador en puntos elevados para observar el paisaje. En 1999 se construyeron pozos y recintos para proteger la población de oryx.

#### Clima
El parque se encuentra en una zona árida mediterránea pre-sahariana. Los veranos son muy cálidos, con más de 45 oC y menos de 5 oC en invierno. Las lluvias no suelen sobrepasar los 100 mm, y suelen caer entre octubre y abril, pero es impredecible y variable con años en que no llueve. No hay lugares donde el agua permanezca, pero en algunos lugares rocosos pueden formarse pozas temporales. El área puede verse afectada por el siroco en cualquier estación, pero puede ser muy duro en primavera, trayendo polvo y arena del Sahara.

#### Vegetación
Destacan asociaciones de plantas como el arbusto enano Rhanterium suaveolens y la gramínea escobetón, de 60 cm de altura, en las llanuras; en las laderas de las colinas hay Periploca laevigata, Rhus tripartitum, Gymnocarpus decander, Ziziphus lotus y Lycium arabicum. En las zonas arenosas hay arbustos como la retama moruna y hierbas como Aristida sps., Stipagrostis sp. y Pennisetum sp. En primavera, si llueve, el paisaje gris se llena de flores como Anvillea radiata, Echium sp., Daucus sp., Rumex sp. y Matthiola sp.

#### Fauna
Entre los mamíferos hay una pequeña población de gacelas dorca, puercoespín crestado, liebre de El Cabo, zorro rojo y chacal. Hay una población creciente de oryx blanco y una pequeña de gacela blanca. Entre los reptiles, varano del desierto y Cerastes cerastes, una especie de víbora cornuda.
Entre las aves, se ha detectado 59 especies, aunque la categoría de especial se debe a ocho especies propias del bioma mediterráneo del norte de África, y cinco del bioma sahariano, a la que hay que añadir tres nuevas especies norteafricanas, la alondra picocorda, la alondra de Dupont y la curruca tomillera, y tres saharianas, la terrera colinegra, la prinia desértica y el camachuelo trompetero.

## Arqueología
En esta zona se han encontrado numerosas herramientas de silex que demuestran que fue habitada por el hombre en el neolítico cuando era parte de una sabana. En el macizo de Sidi Tui se han encontrado también antiguas ruinas, bereberes, romanas y árabes, destacando unas catorce tumbas de hombres santos (morabitos), conocidas como marabouts en francés, que son una de las atracciones del parque; el más importante es situado en la cumbre más alta del jebel de Sidi Tui, a 178 m de altitud, cerca del lugar donde se encuentra el ecomuseo; otros son el marabito de Retila en el extremo suroeste, y el marabito de Sidi El Ferjani.
A mediados de octubre, cada año se celebra un festival asociado con las tumbas de los morabitos al que acuden peregrinos de los países vecinos.